# Barneo

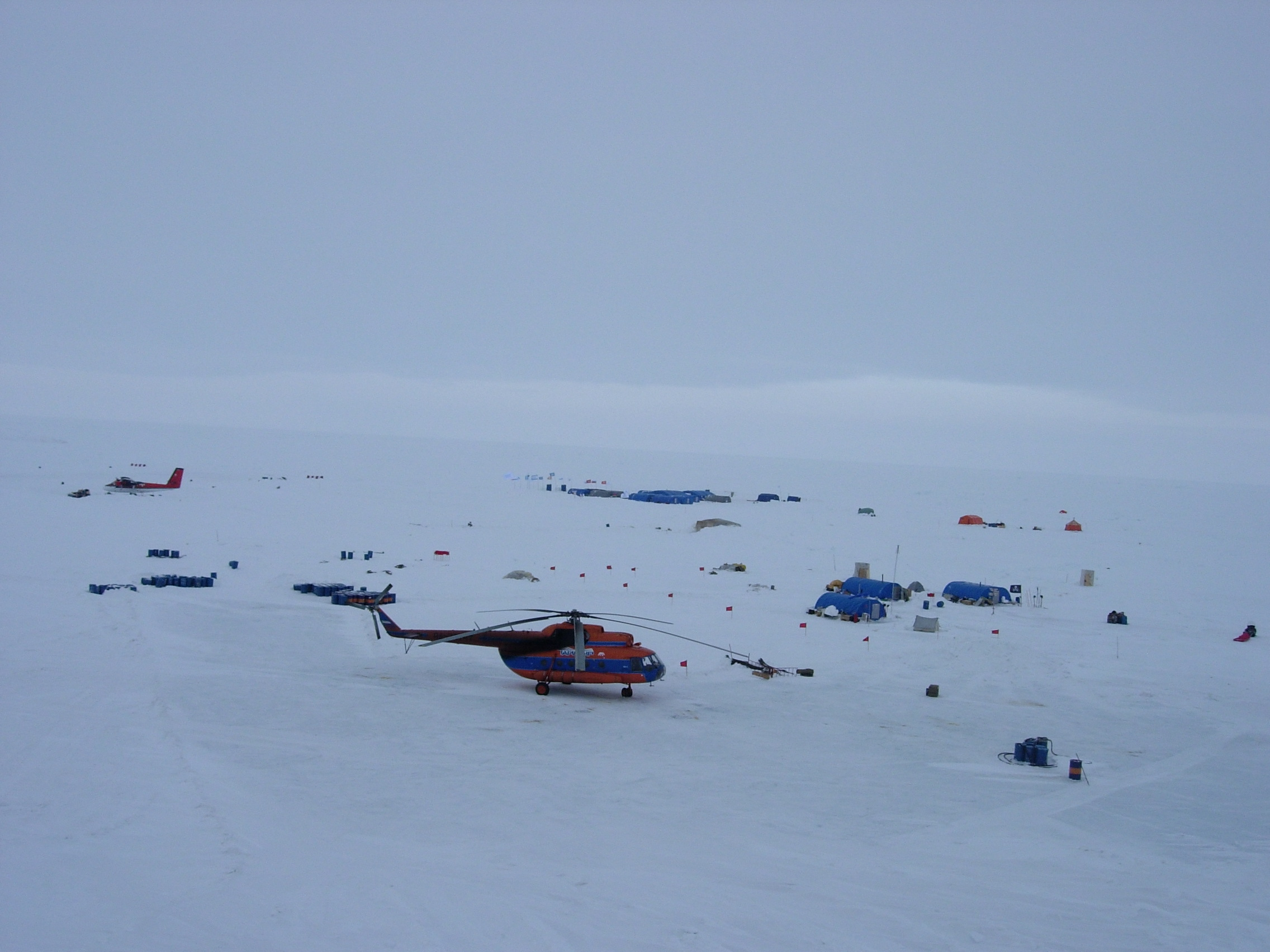
Barneo in april 2008

Barneo (Russisch: Барнео) is een drijvend Russisch onderzoeksstation dat sinds 2002 jaarlijks in de maand april op ongeveer 100 kilometer van de Noordpool is gelegen. Het kamp staat onder leiding van het Russisch Geografisch Genootschap en bestaat uit 12 verwarmde woonunits (elk 30 m² groot) en 2 werkunits (elk 72 m² groot). Het vertrekpunt voor het onderzoeksstation is Longyearbyen op Spitsbergen.
Barneo wordt ondersteund door het expeditiecentrum Poljoes, dat onder leiding van Artoer Tsjilingarov staat (die in 2007 de Russische vlag op de bodem van de noordpool liet planten).
Voor de bevoorrading wordt een landingsstrook aangelegd, geschikt voor Antonov An-74-vliegtuigen, alsook een landingsplaats voor twee Mil Mi-8-helikopters. Brandstof (voor een dieselaggregaat) wordt afgeworpen door middel van parachutes door Iljoesjin Il-86's.
De geografische coördinaten waren in 2007 89° 31′ 5″ NB, 30° 27′ 0″ WL. Deze positie is geen vaststaand gegeven omdat als gevolg van noordelijke winden de basis met een snelheid van 0,8 kilometer per dag naar het zuidoosten drijft.
In 2005 brachten 293 mensen een bezoek aan het onderzoeksstation. In 2016 ontstonden spanningen met Noorwegen toen er Tsjetsjeense para's van de Kadyrovtsy oefeningen uitvoerden nabij het station. De Noren stelden toen een tijdelijk vluchtverbod in.